# Jan Furtok
Jan Furtok (Katowice, 9 marzo 1962 – Katowice, 26 novembre 2024) è stato un calciatore polacco, di ruolo attaccante.
Possedeva il passaporto tedesco.

## Palmarès

### Club

#### Competizioni nazionali
- Coppa di Polonia: 1

GKS Katowice: 1985-1986
- Supercoppa di Polonia: 1

GKS Katowice: 1995
- Campionato polacco di seconda divisione: 1

GKS Katowice: 1981-1982

#### Competizioni internazionali
- Coppa Piano Karl Rappan: 1

GKS Katowice: 1984